# 果园公社
果园公社是一个基于超验主义原则的乌托邦式农业公社，由阿莫士·布朗森·奥尔柯特和查尔斯·莱恩于十九世纪四十年代在马萨诸塞州哈佛成立。有关它并不太成功的活动的叙述可以在奥尔柯特女儿露意莎·梅·奥尔柯特的作品《超验派野人》中找到。
莱恩买下了所谓的怀曼农场和它90英畝（360,000平方）的土地，还包括一个破旧的房子和谷仓。果园公社的居民不吃动物制品，只喝水，洗浴只用常温水，而且“没有人造光破坏黑夜的时长和他们清晨的明媚”。 此外，财产属于公有，禁止使用动物劳力。
公社只短暂的持续了七个月。它依赖于农耕，那被证明太难了。最初的农舍，连同这个地区的其他历史建筑，现在是果园公社博物馆的一部分。

## 历史
阿莫士·布朗森·奥尔柯特，一名教师和新英格兰不抵抗社团的成员， 于1841年提出果园公社这一想法。次年他前往英格兰，希望找到支持以及这项实验的参与者。英格兰是他强大的支持者团体的大本营，那里一群教育者根据他的教学理念创建了奥尔柯特学校。他的支持者之一查尔斯·莱恩，1842年10月21日和他一起同行到美国。
1843年5月，莱恩花1800美元买下了马萨诸塞州哈佛90英亩（360000平方米）的怀曼农场。 尽管奥尔柯特自己提出了果园公社的想法，他并没有参与购买土地，很大程度上是因为他在神庙学校失败后以及随后几年在马萨诸塞州康科德作为一个农民身无分文。7月，奥尔柯特在《日晷》上宣布他们的计划：“我们已经和这片将近100英亩土地的所有者做了一个安排，从人类的手中解放这片土地”。 他们已于6月1日正式搬至农场而且乐观的将其命名为“果园公社”，尽管那片土地上只有10棵老苹果树。
原则上，果园公社的改革者坚信不购买房产；莱恩对这一点进行了如下阐述：“我们不赞赏购置土地；但是它的从贬低的自我统一体的赎救或性质，用作神圣的用途，我们清楚的明白；那里那些这个世界尊敬的主人对他们的个人权利向至高的造物者作出让步”。 公社吸引了14个居民，包括奥尔柯特和莱恩的家人。到了7月，公社成功的种植了8英亩(32000平方米)的谷物，一英亩的蔬菜，一英亩的西瓜。
果园公社在开放后的冬天最终失败了，很大程度上是由于食品的短缺和伴随而来居民的动荡不安。新英格兰严酷的冬天对果园公社的成员来说太过于严峻。

## 哲学

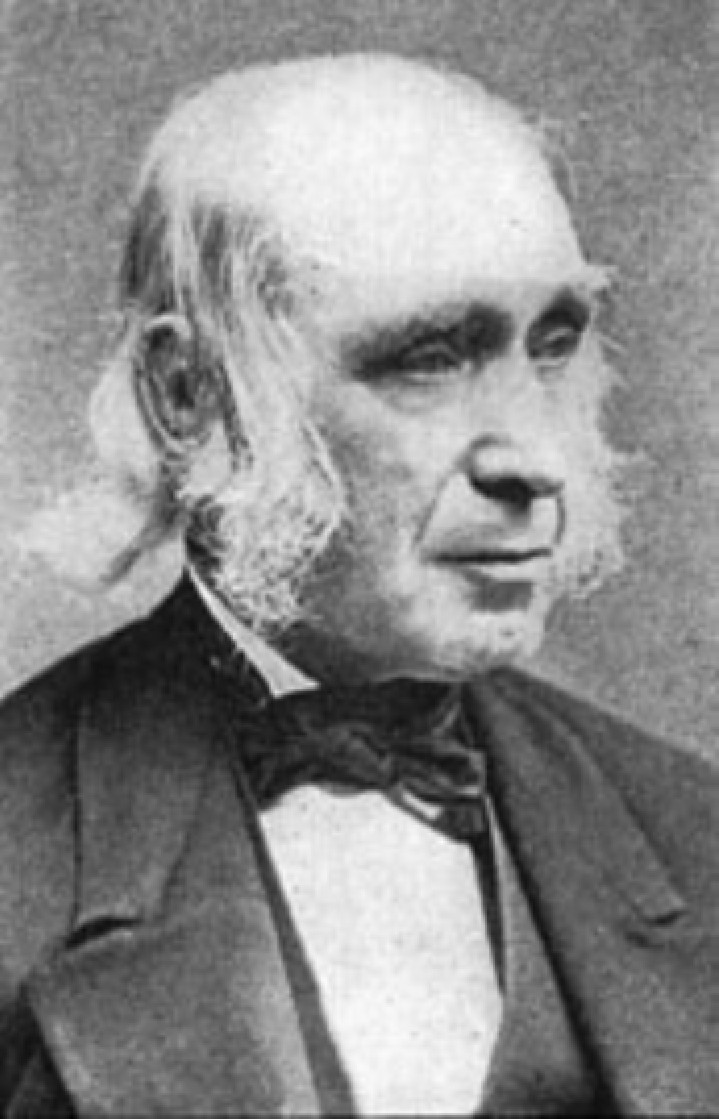
果园公社联合创始人 阿莫士·布朗森·奥尔柯特

奥尔柯特和莱恩的许多想法都来自超验主义。超验主义不再将上帝看作圣经中的传统观点而是将其作为一种宇宙精神，他们受此影响。 奥尔柯特的超验主义观点是一种宗教的无政府主义，放弃外部世界而关注内在精神。 果园公社的成员认为精神的再生与身体健康是相连的，即“外在的节制是内在丰盈的标志”。 尽管它基于合作而作为一个社区，果园公社同样希望着个人进步。 奥尔柯特同样相信儿童完美的直觉，因此十分重视教育并且希望他们的纯真能使老年人重焕活力。

### 经济
果园公社的居民自称“结合家庭”， 希望通过避免贸易、财产公有以及禁止雇佣劳力来达到使他们与世界经济隔离。奥尔柯特和莱恩相信只有完全消除经济活动公社才能达到完全的自由。 奥尔柯特尤其认为目前的经济是邪恶的。 为此，他们向着自给自足的方向奋斗，通过规划种植他们需要的所有食物以及生产他们需要的物品。为了实现这两个目标，他们会避免参与贸易或者向外界购买食物。起初，布朗森·奥尔柯特和莱恩模仿了震教徒个人财产的理念，然而震教徒并非完全的自给自足，他们用自己的手工品去换取咖啡、茶、肉和奶。奥尔柯特和莱恩排除了这些物品的交易，因为他们完全排除饮食中的动物制品和刺激物。
最后，果园公社对外部世界的经济没有影响；果园公社允许它的居民实践他们的理念，却不强迫他们做出任何真正的改变。

### 生活方式与饮食
果园公社的居民以净化的冷水淋浴开始他们的一天， 并且维持一种不包含刺激物和动物制品的简单饮食。他们是素食者，甚至将牛奶和蜂蜜排除在饮食之外。“无论是咖啡、茶、糖蜜还是大米都不能诱使我们超越本土的产品，”莱恩写道。“动物物质不管是肉、黄油、奶酪、鸡蛋还是牛奶都不能污染我们的餐桌，或者破坏我们的身体。”饮食通常是水果和水；很多蔬菜——包括胡萝卜、甜菜和马铃薯是禁止的因为他们向下生长表现了一种低级的本性。
果园公社的成员只穿亚麻的衣服和帆布的鞋；棉织物是禁止的因为它来自剥削奴隶劳动，羊毛是禁止的因为它来自于羊。 布朗森·奥尔柯特和莱恩认为动物不应该被利用以获取它们的肉类和劳动，所以他们不使用动物耕种。这产生两个信念：动物没有人类聪明，因此，人类有义务保护他们；因为动物是未开化的因而也不洁净，利用动物会“污染”他们的工作和食物。最后，随着冬天的来临，奥尔柯特和莱恩作出妥协，允许使用一头公牛和一头奶牛。

## 居民
果园公社没有正式的入社要求或程序，也没有成员的官方记录。许多居民只待了很短的一段时间，大多数成员是基于奥尔柯特的妻子艾比·梅的日记记录。 果园公社的居民后来被称为“神圣的怪人”遵循着严格的原则和美德。他们坚信简单、真诚和兄弟之爱的理念。
- 阿莫士·布朗森·奥尔柯特——出生于1799年的奥尔柯特是一位杰出的教育家和先验主义者，他希望消除体罚，将校外参观、体育、艺术和音乐融入课程之中。

- 阿比盖尔·奥尔柯特（英语：Abby May）——阿比盖尔是阿莫士·布朗森·奥尔柯特的妻子同时也是一位改革家。她是居住在果园社区仅有的两名女性之一，主要负责照顾家庭和农场，以及抚养她的四个孩子。

- 露意莎·梅·奥尔柯特——奥尔柯特的第二个女儿，她的短篇作品《超验派野人（英语：Transcendental Wild Oats）》描写了她在果园公社的经历。[15]

- 查尔斯·莱恩（英语：Charles Lane）——莱恩与奥尔柯特1841年在英格兰相遇，当时莱恩住在萨理郡的奥尔柯特学校（英语：Alcott House）。他“纯粹”生活的严格观点是最终摧毁果园公社的一部分原因。[16] 他的儿子也是果园公社的一个居民。

- 约瑟夫·帕尔默（英语：Joseph Palmer）——帕尔默1843年8月加入果园公社，直至公社的瓦解，后来他买下了那儿的农场并成立了另一个乌托邦社区。他不顾社会污名的反对而蓄着大胡须，并因此而闻名；他甚至曾近为了捍卫蓄须的权利而入狱。[17]

- 艾萨克·赫克（英语：Isaac Hecker）——赫克一开始是纽约的一名面包师，但是随后经历了宗教和精神的探索过程。在加入果园公社之前，他在另一个超验主义者社区——布鲁克农场（英语：Brook Farm）居住了六个月。最初他被在果园公社比布鲁克农场“更深层次”的精神生活所吸引，[18] 尽管他只待了两个月。他后来成为罗马天主教神父。[19]

- 塞缪尔·拉尼德——和赫克一样，拉尼德在来果园公社之前也曾在布鲁克农场短暂的居住。他因使用不当的语言而出名，因为他认为纯洁心灵说出的脏话也能是听者振奋。[20]

- 亚伯拉罕·埃弗雷特——也被称为亚伯拉罕·伍兹，在到达果园公社时改名为伍德·亚伯拉罕，在加入果园公社之前他曾效力于一家精神病院。[21]

- 塞缪尔·鲍尔——鲍尔只在果园公社居住了几个月，在那之后他进行了裸体主义实验，他认为衣服“抑制了精神”。[22]

- 安·佩奇——除了奥尔柯特的妻子，佩奇是果园公社唯一的成年女性。[5] 佩奇和奥尔柯特夫人负责大部分的家务，常常也得照顾农场。佩奇最终被赶出了农场，据说是因为吃了一块鱼，而那在公社是被禁止的。[23]

## 解体与遗产

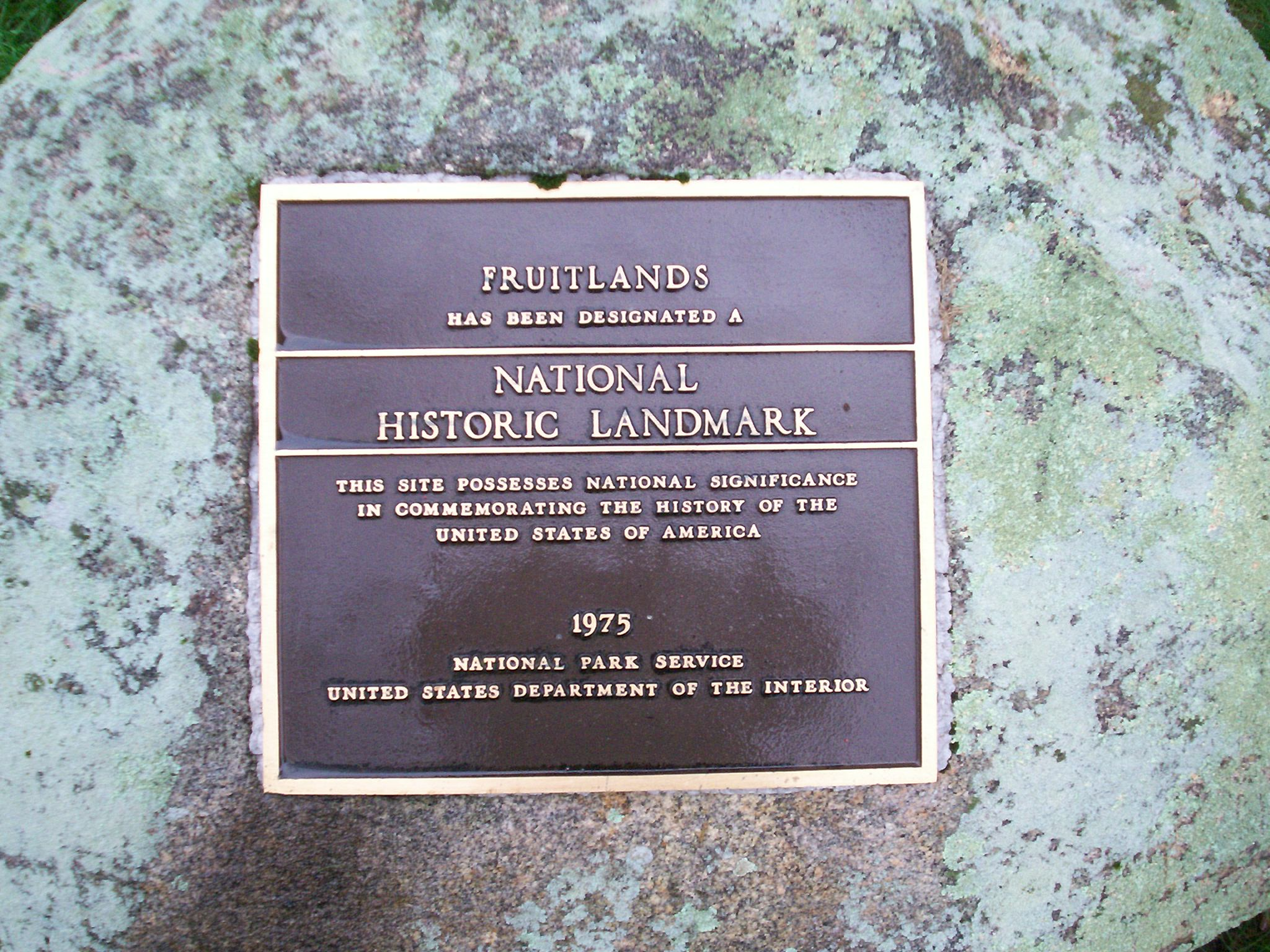
果园公社旧址历史标志

果园公社最大的挑战是耕种方面；他们到达农场时种植时间已经过了一个月，而且可耕种的土地只有大约11英亩(45000平方米)。 拒绝使用动物劳力的决定被证明是公社毁灭的原因；结合事实，公社的许多男人将时间花在了教学和哲学思考上而不是在地里干活，这让农耕变得困难。只使用他们自己的双手，果园公社的居民无法生产足够的食物来让它们度过冬天。
果园公社也受限于它的结构。奥尔柯特和莱恩拥有近乎无限的权利而且指定了十分严格和压抑的生活模式。“我倾向沉迷于一种临时的欢闹”，奥尔柯特的妻子艾比·梅写道，“但似乎还是陷入愁苦皱眉的安静和无序……【而且】这种限制的和形式的氛围几乎让人窒息”。
果园公社从开始到结束只持续了七个月。据奥尔柯特所说，居民于1844年1月离开果园公社；他的女儿露意莎·梅却记录他们于1843年12月离开，这被认为是更准确的日期。 奥尔柯特对果园公社的失败深感失望，他和家人搬至附近的一个农民家一起生活，并且好几天拒绝饮食。之后，拉尔夫·沃尔多·爱默生帮助他们在康科德购买了一所房子。
果园公社短暂的影响了美国和超验主义运动。结束之后，土地被昔日的一个参加者约瑟夫·帕尔默购买，20年来他将那里当作先前改革者的避难所。 1910年克拉拉恩·迪科特·西尔斯购买了土地，1914他将农舍作为博物馆对外开放。 今天，果园公社博物馆还包含有震教徒生活馆、19世纪绘画艺术画廊和当地美国人艺术和手工艺品馆。